# ويلي دريبار
ويلي دريبار (5 مايو 1969 - 20 ديسمبر 1993) (بالإنجليزية: Wylie Draper) هو ممثل أمريكي يعرف بدوره كمايكل جاكسون كمراهق/بالغ في مسلسل ويلي دريبار.
توفي دريبار بمرض سرطان دم نادر في عام 1993 عن عمر 24 عاما.

## وصلات خارجية
- ويلي دريبار على موقع IMDb (الإنجليزية)

- صفحته على Find A Grave
- صفحته على imdb